# 通信機能抑止装置
通信機能抑止装置（つうしんきのうよくしそうち）は、無線通信を通信妨害するための無線設備である。通信抑止装置、電波抑止装置などとも呼ばれる。特に携帯電話の通信をジャミングするための無線設備を指してこう呼ぶことが、ほとんどである。電波法令では特別業務の局の一種である携帯無線通信等を抑止する無線局という。

## 概要
劇場、コンサートホール、演芸場などでの興行において開演中に携帯電話の着信音等が鳴り響くと、観客が演劇や演奏などを鑑賞する邪魔になり不快感をあたえたり、公演進行の妨げになることもあるので、場内では携帯電話の電源を切ることが呼びかけられている。しかし、意図してこれを守らないことや、悪意がなくても電源を切り忘れることもあり、場内の携帯電話すべてについて着信音が鳴らないようにすることは困難である。
携帯電話が使用する周波数の妨害電波を発射できれば、携帯電話の通信を妨害するので、場内にある全ての携帯電話の着信音が鳴ることを、確実に防止することができる（ただし、通信を要しない携帯電話のアラームについては防止出来ない）。一方で映画館などのように視覚障害者向けの音声ガイドサービスやスマートフォンと連動した企画に支障が出るとして、導入していない興行場も存在する。
その他、患者の安静のため静粛を必要とする病院の集中治療室においても同様であり、データセンターなど機密情報・個人情報の厳重な保護を必要とする場合、外部との通信を遮断し、情報漏洩を防止することができる。

### 圏外という表現
しばしば、「通信機能抑止装置は一定の範囲の場所で携帯電話を圏外にする」とメーカーや報道などで表現されることが多いが、基地局からの電波を遮蔽して圏外を作り出すのではなく、抑止装置が「位置情報や制御情報を含まない『偽の携帯電話基地局電波』を発射する」ことで通話不能にしているのである。このような場合でも携帯電話は圏外を表示する。

## 携帯無線通信等を抑止する無線局

### 制度化の経緯
1998年（平成10年）4月に郵政省（現・総務省）は、携帯電話及びPHSの急速な普及に伴い劇場等の公衆が集まる場所での携帯電話等の利用が頻繁に行われる場所での着信音や話し声に不快感を訴える人が多くなり、秩序ある電波利用の促進を図るために「発着信による迷惑防止のための電波利用の在り方に関する研究会」を開催し公共施設における携帯電話等の通信抑止について検討した。6月に研究会は、通信抑止に対する社会的ニーズと携帯電話等の利用者の利便性とを比較検討し、使用条件と使用場所を限定した上で、携帯電話等の通信抑止機能を有する無線局の開設を認めることを報告した。
報告書の中で、電波法令上の存在及び無線局の免許と検査については、次のように述べている。
電波法上の整理
電波法の目的は電波の公平かつ能率的な利用を確保することにより公共の福祉を増進することであり、電波を利用して通信を阻害するという物理的現象のみをとらえるのではなく、そのことにより公共の福祉を増進することとなるのか否かにより法目的への適合性を判断する必要があるとしている。利用にあたっては、特定の空間における静謐の確保等公共の福祉の維持のため『携帯電話等通話機能抑止装置の利用条件』に従って運用する限り電波法の目的に反するものではないと考える。
無線局免許及び検査の要否
(1) 無線局免許
装置を使用するに当たり、他の無線局との混信を防止するためには、例えば、装置の使用を上映時間中に限る等必要最小限の使用とし、また使用中に問題があった場合に装置を停止する等適正な管理ができる者であることなど、設置場所、開設理由、空中線電力、漏洩電界強度等について、免許を要する無線局として審査を行い、また運用を規律することが必要である。
(2) 検査の要否
漏洩電界強度は建造物の構造等により異なるから、他の無線局へ混信を与えないものであることを実地に確認するため検査を要する。
12月に郵政省は、報告をふまえ次のような条件で実験局の免許申請を受付開始した
。
| - 種別:実験局 - 用途:携帯電話端末等の運用に与える影響及び電波伝搬特性などのデータの取得 - 免許人 1.無線機メーカー、携帯電話・PHS事業者 2.コンサートホール、劇場、演芸場の管理者 - 設置場所 1.は研究施設 2.はコンサートホール、劇場、演芸場                                        |
| 2について開設の条件 ア 通信の抑止効果の範囲が一定の空間に限られ、不特定多数について開かれていないこと。 イ 通信抑止により、入場者の入場目的が保護される必要があるとともに興行の円滑な遂行が確保されること。 ウ 携帯電話等の利用者からの抑止に係る許諾が確保されるものであること。 |

上記の設置場所2は興行場を想定しており、開設の条件にあるのは次のことである。
アは、電波を遮断することが必要な空間に限定され、鉄道駅や商業施設など不特定多数が利用する施設には認められない。また、屋外や移動して使用するものも認められない。
イは、美術館や図書館などは一般に静粛を要する場所ではあるが、電波を遮断することが事業の遂行を確保するものとは言えず、認められない。
ウは、「携帯電話が使用できない」ことを明示する必要がある。
ということである。

### 実験局
「実験試験用」として空中線電力（出力）最大10mWの実験局（現・実験試験局）として免許されることとなったが、簡易な免許手続の対象ではない為、予備免許を取得し落成検査に合格しないと付与されない。
- 電波の抑止の「実験、試験又は調査」を、研究施設に準じて開設の条件にある興行場でも実施できるという名目であり、添付書類として実験計画書や無線設備設置場所の平面図及び側面図も要する[9]。
- 落成検査は、国家行政用などの一部を除き認定点検事業者（現・登録点検事業者）の点検により、一部省略することが可能。

有効期間は免許の日から5年。
無線局の目的コードはEXP、
通信事項は「実験、試験又は調査に関する事項（アルゴスシステムデータ伝送に関する事項、教育に関する事項を除く。）」、
通信事項コードもEXPである。
通信の相手方は「免許人所属の受信設備」である。周波数帯と出力により第三級陸上特殊無線技士以上の無線従事者による管理を要する。定期検査は、電波法施行規則第41条の2の6第20号により行われない。
電波利用料
電波法別表第6第8項の「実験等無線局及びアマチュア無線局」が適用される。変遷は次の通り。
| 年月                                | 料額  |
| ----------------------------------- | ----- |
| 1998年（平成10年）12月              | 500円 |
| 2006年（平成18年）4月               | 500円 |
| 2008年（平成20年）10月              | 300円 |
| 2011年（平成23年）10月              | 300円 |
| 2014年（平成26年）10月              | 300円 |
| 2017年（平成29年）10月              | 300円 |
| 2019年（令和元年）10月              | 300円 |
| 2022年（令和4年）10月               | 300円 |
| 注 料額は減免措置を考慮していない。 |       |

導入例
2007年（平成19年）初頭には、帝国劇場、国立劇場、東京宝塚劇場、NHKホールなどで導入されていた。
利用範囲の拡大
興行場での有用性が認められ、次の場所にも利用が広がった。
医療機関
携帯電話の普及に伴い発射する電波が医療機器に影響を及ぼすことが惹起され、1997年（平成9年）に不要電波問題対策協議会（現・電波環境協議会）は「医用電気機器への電波の影響を防止するための携帯電話端末等の使用に関する指針帯電話端末等の使用に関する調査報告書」を発表した。
通信機能抑止装置の導入は一つの対策だが、当初は装置自体の発射する電波の電界強度が問題とされて導入が見合わされていた。しかし、抑止する周波数帯が限定されPHS並みの出力10mWの装置であれば局所的な抑止に有効とされた。
この当時の携帯電話は第2世代と呼ばれたものだが2012年（平成24年）に終了したことに伴い電波環境協議会は医療機関における携帯電話等の使用に関する報告書に改訂した。
装置自体の発射する電波による機器への影響については、次のような事例報告がある。
第17回日本エム・イー学会秋季大会（2003年10月）
- 対象装置:マクロスジャパン製テレ・ポーズ
- 被測定機器:57機種
- 影響のあった機器:7機種
- 最大干渉距離:30cm

第86回日本医療機器学会大会（2011年6月）
- 対象装置:据置型1台、携帯型3台（インターネット購入）
- 被測定機器:10機種20台
- 影響のあった機器:4台
- 最大干渉距離:34cm
- 特記事項:無線LANへの干渉が最大6.2mの装置もあったと報告されている。

ATM
振り込め詐欺の手法に詐欺師が金を騙し取ろうとする相手をATMまで誘導し、携帯電話で通話しながらATMを操作させ、振り込ませるというものがある。この対策としての導入例がある。
- 2008年（平成20年）千葉銀行が全国初の取り組みとしてATMコーナーに設置した。2010年（平成22年）には他の県内3金融機関と共同して共同ATMコーナーに設置した。
- 2019年（令和元年）には足立区が行政機関として初の導入をした。

試験場
- 2011年（平成23年）の大学入試問題ネット投稿事件を受け、一部の大学がカンニング対策として導入を検討している。
- 2013年（平成25年）9月、警視庁は運転免許試験の不正行為防止対策として、府中、鮫洲および江東の運転免許試験場に導入することとし、10月に府中の学科試験室に設置した。

総理大臣官邸
- 2019年（平成31年）の新元号「令和」決定に際し、情報漏洩防止に官邸の上層階に設置された。

### 実用局化への経緯
2018年（平成30年）に電波有効利用成長戦略懇談会の報告書で「実験試験局としての運用実績（社会的必要性の認知向上や技術的知見の蓄積）を踏まえ実用局化を進める」との考え方が示された。
- 報告書には、2018年（平成30年）3月末現在の局数は200局とある。

これを受け2020年（令和2年）6月に総務省令・告示が改正

され、特別業務の局として免許されることになった。

### 特別業務の局
定義
「携帯無線通信等を抑止する無線局」の文言は、電波法施行規則第8条第2項第14号、無線局免許手続規則第24条第2項第3号、無線局運用規則第140条、無線設備規則第54条の4に「無線局（基幹放送局を除く。）の開設の根本的基準第7条の3に規定する無線局」とある。
この基準第7条の3では、「特別業務の局であつて、既設の無線局の通信を抑止する業務に供するもの」と規定し、既設の無線局とは同条第2号で次の三種としている。
- 携帯電話の基地局、陸上移動中継局（基地局と同一の周波数を使用するもの）又は陸上移動局（基地局と同一の周波数を中継するもの）
- 移動無線アクセスの基地局または陸上移動中継局
- PHSの基地局または陸上移動中継局

同条第3号では、同一周波数帯を使用する無線局の運用者から同意を得ていることとされる。
引用の促音の表記は原文ママ
また、総務省訓令電波法関係審査基準では、「携帯無線通信等抑止局」を「無線局根本基準第7条の3に規定する無線局」と意義付けている。
技術基準
無線設備規則第54条の4に、
- 出力1W以下
- 電源設備と空中線系を除き容易に開けることができないこと、増幅部が別の筐体に納められている場合は無線設備としての同一性が保たれていること
- 空中線系は容易に取り外せないこと
- 単行通信方式であること

と規定している。
免許
携帯電話、PHSと移動無線アクセス（BWA）の通信が抑止の対象であり、「同一周波数帯を使用する無線局の運用者」すなわち電気通信事業者の同意を要する。
電波法関係審査基準では「携帯無線通信等の基地局又は陸上移動中継局から発射する電波を抑止する範囲」を抑止エリアと規定し、「抑止する範囲が妥当であると考えられる範囲内であり、根拠を示した資料が添付されていること」と規定している。
- 免許の手続きは従前と同様ではあるが、添付書類としては抑止エリアを明示し、「電気通信事業者の同意」が確認できる資料が必要となる。
- 落成検査は、従前と同様に一部を除き登録点検事業者の点検により一部省略できる。

有効期間は免許の日から5年。
無線局の目的コードは一般業務用のGEN、但し運転免許試験場に設置するものは免許人が警察庁であり公共業務用のPUB、通信事項は「携帯無線通信等の抑止に関する事項」、通信事項コードはJMRである。
通信の相手方は「本無線局の発射する電波が受信可能な無線設備」である。
電波利用料は電波法別表第6第2項の「移動しない無線局」が適用されるが、料額は周波数と出力により異なる。
| 年月 | 周波数              | 出力     | 料額     |
| --- | ------------------- | -------- | -------- |
| 2020年（令和2年）6月                                                                                         | 470MHz超 3.6GHz以下 | 10mW以下 | 2,600円  |
| 2020年（令和2年）6月                                                                                         | 470MHz超 3.6GHz以下 | 10mW超   | 10,900円 |
| 2020年（令和2年）6月                                                                                         | 3.6GHz超 6GHz以下   | 10mW以下 | 2,600円  |
| 2020年（令和2年）6月                                                                                         | 3.6GHz超 6GHz以下   | 10mW超   | 5,900円  |
| 2022年（令和4年）10月                                                                                        | 470MHz超 3.6GHz以下 | 10mW以下 | 3,100円  |
| 2022年（令和4年）10月                                                                                        | 470MHz超 3.6GHz以下 | 10mW超   | 22,800円 |
| 2022年（令和4年）10月                                                                                        | 3.6GHz超 6GHz以下   | 10mW以下 | 3,100円  |
| 2022年（令和4年）10月                                                                                        | 3.6GHz超 6GHz以下   | 10mW超   | 6,400円  |
| 注 料額は減免措置を考慮していない。 周波数と出力の組合せが複数の料額にわたる時は、最高額のものが適用される。 |                     |          |          |

経過措置として、免許の有効期限が「令和3年3月31日」までの既設局は実験試験局として再免許申請可能とされた。
- 免許の有効期限が「令和3年4月1日」以降の既設局は実験試験局として再免許の申請はできず、新たに特別業務の局として申請しなければならない。

運用
無線局運用規則第140条の2に、
- 通信抑止により緊急通報や災害発生などの通信が行えないことを十分認識し、緊急時には運用停止または抑止範囲にいる人に情報伝達するなど必要な措置を講じなければならない。
- 通信抑止の時間は必要最小限でなければならない。
- 通信抑止の範囲及び時間について「通信ができない」旨などの周知を十分にしなければならない。
- 通信抑止をしない範囲に効果が及んでいないことを定期的に確認し、その範囲に効果が及んでいるときは直ちに停止しなければならない。

と規定している。
操作
操作は従前の実験試験局と同様。
但し、無線従事者を要しない「簡易な操作」を規定する電波法施行規則第33条第8号に基づく告示により「電源を切断する操作」のみ無線従事者は不要となった。
検査
落成検査に加え、電波法施行規則第41条の2の6第26号により定期検査も要求される。
周期は同規則別表第5号第32号により5年。
- 定期検査は、一部を除き登録検査事業者の検査により省略できる。

#### 利用
総務省は「設置場所がいたずらに広がらないよう」と開設に要件をつけている。
免許人
通信抑止を必要とする施設の所有者又は管理者（これらの者から委託された者を含む。）で、運用にある事項に責任を持つことができる者に限られる。
機器
技術的条件は次の通り。
- 空中線（アンテナ）は本体と一体である必要は無いが、「容易に取り外せないこと」とあるので任意のアンテナは使用できない。
- アンテナは、施設の構内に設置され構外に電波が漏れてはならない。
- 一つの送信機に複数のアンテナが接続されると、その数が無線局の局数とみなされる。但し同一構内の場合はこの限りではない。
- 機器は、免許人又は免許人から委託された者以外がみだりに出入りできない場所に設置しなければならない。
- 抑止エリアの範囲内であっても携帯無線通信等の無線局以外の電子機器以外に影響を与えてはならない。
  - 例えば無線LAN、Wi-Fi、Bluetooth等の免許不要局についても抑止してはならない[39]。

#### 導入例
公営競技
不正防止の為に選手の宿泊施設（調整ルーム）に設置される。
- 2020年に日本モーターボート競走会が、元選手のモーターボート競走法違反での逮捕を受け、再発防止策として導入を表明
  - ボートレースびわこ（びわこ競艇場）から導入、これは実用局として初の事例

- 2021年（令和3年）に岐阜県地方競馬組合が、笠松競馬場での不適切事案の再発防止対策として導入
  - 導入の端緒となった2020年の所属調教師・騎手が馬券を購入した競馬法違反事件については、笠松競馬場#騎手・調教師の不祥事続出と開催自粛を参照